# Adromischus liebenbergii
Adromischus liebenbergii är en fetbladsväxtart. Adromischus liebenbergii ingår i släktet Adromischus och familjen fetbladsväxter.

## Underarter
Arten delas in i följande underarter:
- A. l. liebenbergii
- A. l. orientalis